# Го-Мійо
Го-Мійо (фр. Gault Millau (МФА: [ɡo e mijo])) — один з найвпливовіших французьких гідів, який оцінює рейтинги ресторанів, вин, бутіків. При цьому плати за включення клієнтів до лістингу Го-Мійо не бере.

## Історія
Видання Го-Мійо було засноване в 1965 році двома ресторанними критиками Анрі Го (Henri Gault, 1929—2000) та Крістіаном Мійо (Christian Millau, *1928). Го-Мійо оцінював ресторани за шкалою від 1 до 20 балів, де 20 — найвища оцінка. Ресторани з оцінкою нижче 10 балів майже ніколи не включаються в лістинг. Бали нараховуються за якість їжі з окремими коментарями стосовно рівня обслуговування, ціни або атмосфери ресторану. На основі отриманих оцінок, найбільш рейтингові ресторани удостоюються звання від 1 до 5 «кухарських ковпаків» за шкалою Го-Мійо. З 1965 до 2004 Го-Мійо ніколи не присуджував 20 балів жодному ресторану, вважаючи, що досконалість в цій справі недосяжна, проте в 2004 році максимально можливу оцінку все ж було присуджено двом ресторанам шеф-кухаря Марка Вейра (Marc Veyrat, *1950), якого називають найкращим шеф-кухарем світу. Це ресторани «Готель Марк Вейра» (стара назва — «Готель Ерідан», L'Auberge de l'Eridan) біля озера Ансі (Annecy) та La Ferme De Mon Pere («Ферма мого батька») в Межев. Для деяких критиків такі високі оцінки в Го-Мійо є зниженням стандартів оцінювання в умовах переходу від дегустації постійним редакційним персоналом експертів до залучення місцевих агентів. В той же час ці два ресторани мають також вищу нагороду «три зірки» від кулінарного гіда Мішлен, що говорить про їх справді високий рівень.
Раніше точилися дискусії щодо того, який гід є більш впливовим, путівник Мішлен чи Го-Мійо. Мішлен — більш популярний, а отже і більш впливовий. В той же час рейтинг Го-Мійо розглядається як більш точний завдяки системі оцінювання за якістю їжі в ресторані. Керівництво Го-Мійо вирішило менше уваги приділяти розкоші оточення, хоча це є одним з важливим критеріїв високої кухні від Мішлен, і зосередитись саме на якості їжі.
У лютому 2003 року відомий французький шеф-кухар Бернар Луазо (Bernard Loiseau) покінчив життя самогубством в умовах неправдивих чуток про те, що гід Мішлен понизив рейтинг його ресторану Кот-д'Ор (Côte d'Or) в Сольє з трьох до двох зірок. Ці чутки з'явились після зниження оцінки з 19 до 17 балів за шкалою Го-Мійо, яке справді мало місце.
З 2010 Го-Мійо визначає оцінку ресторанів за «кухарськими ковпаками»: (5 ковпаків = 19-20 балів, 4 ковпака = 17-18 балів, 3 ковпака = 15-16 балів, 2 ковпака = 13-14 балів, 1 ковпак = 11-12 балів)

## П'ять ковпаків
Станом на 2012 рік п'ять «кухарських ковпаків» мали наступні ресторани високої кухні:
| Місто             | Назва ресторану французькою    | Назва українською                | Шеф-кухар        |
| ----------------- | ------------------------------ | -------------------------------- | ---------------- |
| Париж             | Le Meurice                     | Ле Меріс                         | Яник Аллено      |
| Париж             | L'Arpège                       | Л'Арпеж, Арпеджіо                | Ален Пассар      |
| Фонжонкуз         | Auberge du Vieux Puits         | Л'Оберж дю Вьйо Пюі              | Жіль Гужон       |
| Лор'ян            | L'Amphitryon                   | Амфітріон                        | Жан-Поль Абаді   |
| Ежені-ле-Бен      | Les Prés d'Eugénie             | Ле-Пре-д'Ежені                   | Мішель Герар     |
| Париж             | Restaurant Guy Savoy           | Гі Савуа                         | Гі Савуа         |
| Париж             | Alain Ducasse au Plaza Athénée | Ален Дюкасс в готелі Плаза Атені | Ален Дюкасс      |
| Роанн             | Maison Troisgros               | Дім Труагро                      | Мішель Труагро   |
| Париж             | Pierre Gagnaire                | П'єр Ганьєр                      | П'єр Ганьєр      |
| Париж             | L'Astrance                     | Л'Астранс                        | Ерік Фрешон      |
| Арль              | L'Atelier de Jean-Luc Rabanel  | ЛьАтельє де Жан-Люк Рабанель     | Жан-Люк Рабанель |
| Сен-Бонне-ле-Фруа | Régis et Jacques Marcon        | Режі і Жак Маркон                | Режі Маркон      |

За результатами 2015—2017 років відзначені:
| Рік  | Шеф-кухар (фр.)     | Шеф-кухар (укр.) | Назва                          | Назва українською               | Розташування                               |
| ---- | ------------------- | ---------------- | ------------------------------ | ------------------------------- | ------------------------------------------ |
| 2015 | Frédéric Anton      | Фредерік Антон   | Le Pré Catelan                 | Ле Пре Кателан                  | Париж                                      |
| 2016 | Alexandre Gauthier  | Александр Готьє  | La Grenouillère                | Ла Гренуйєр                     | Ла-Маделен-су-Монтрей                      |
| 2017 | Thierry Marx        | Тьєррі Маркс     | Sur Mesure — Mandarin Oriental | Sur Mesure — Мандарен Орієнталь | Париж                                      |
| 2017 | Marc Veyrat         | Марк Вейра       | La Maison des Bois             | Ла Мезон-де-Буа                 | Маніго                                     |
| 2018 | Alexandre Couillon  | Александр Куйон  | La Marine                      | Ла Марін                        | Нуармутьє-ан-л'Іль (Пеї-де-ла-Луар)        |
| 2019 | Jean-François Piège | Жан-Франсуа П'єж | Le Grand Restaurant            | Гранд Ресторан                  | Париж                                      |
| 2020 | Alexandre Mazzia    | Александр Мацціа | AM par Alexandre Mazzia        | «AM» Александра Мацціа          | Марсель (Прованс — Альпи — Лазурний Берег) |

## За межами Франції
Го-Мійо також видає гіди для інших країн, наприклад Швейцарії, Німеччини, Австрії та країн Бенілюксу. У США, André Gayot, один із засновників Го-Мійо-Франція, випустив з 1986 до 2000 р. багато путівників під двома назвами Го-Мійо і Gayot. Після розриву відносин з новими власниками Го-Мійо-Франція, André Gayot публікує путівники в США під єдиною назвою Gayot. Сайт Gayot.com є одним з основних веб сайтів про ресторани і подорожі в США.